# Alpina furcata
Alpina furcata là một loài bướm đêm trong họ Geometridae.